# Índice culinario
El Índice culinario es un libro de recopilación de recetas escrito por el cocinero y gastrónomo Teodoro Bardají Mas en el año 1915. El libro recopila cerca de ochocientas noventa cuatro recetas con muy escasas ilustraciones. La primera edición fue de tirada corta y numerada, no puesta a la venta. Las recetas expuestas, tal y como advierte el propio Bardají en el prólogo son origen de cocineros de alto rango (literalmente: jefes distinguidos y colocados), y por esta razón el subtítulo de la obra es; «Colección de las mejores recetas de cocina antíguas y modernas, según los más prestigiosos jefes mundiales». Se trata de un buen reflejo de la cocina española de finales del siglo XIX y comienzos del siglo XX.

## Características
La primera tirada de 1915 fue realizada en Madrid y tuvo una escasa tirada de treinta ejemplares, cada uno de ellos con la firma autógrafa del autor y que nunca se pusieron a la venta. Se trata del primer libro publicado por Teodoro Bardají, recopilación de la actividad culinaria. Las recetas van acompañadas de explicaciones acerca de su origen, origen de la denominación, datos históricos y curiosidades si las hubiere. La mayoría de las recetas son provenientes de la cocina francesa, aunque no faltan recetas de la cocina española.
Ante la posibilidad de poder acceder a esa primera edición de una treintena de ejemplares del "Índice culinario", la editorial La Val de Onsera publicó en 1993 una edición corregida con el objeto de que pudiera ser accesible al público. En esta edición participó, además de la hija de Teodoro Bardají, el médico e historiador de la gastronomía española Manuel Martínez Llopis.